# ベアルネーズソース

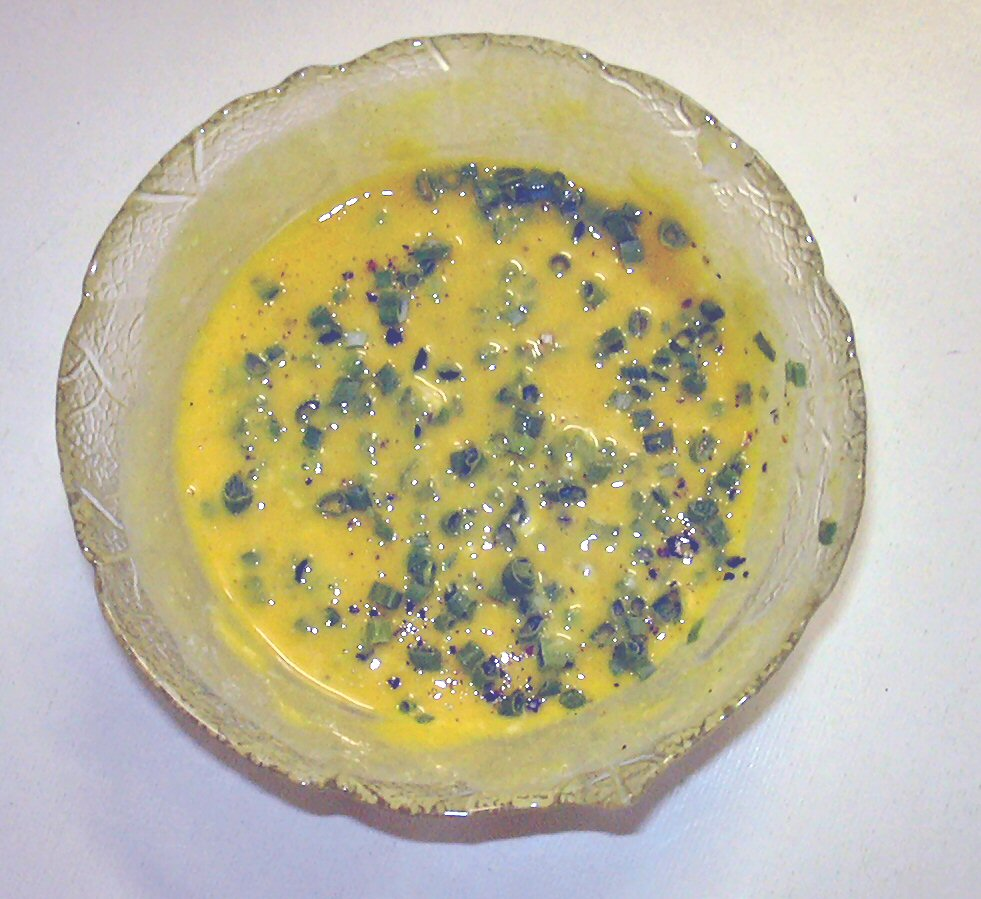
ベアルネーズソース

ベアルネーズソース（フランス語: sauce béarnaise）は、澄ましバターとエストラゴン、エシャロット、卵黄、セルフィーユと酢をとろ火で煮詰めて作られるソースであり、フランス料理の伝統的なステーキソースである。名称は「ベアルン風のソース」の意。フェルナン・ポワンは、自著『我がガストロノミー』（"Ma Gastronomie"）の中で「ベアルネーズソースは単に卵黄、エシャロット、少量のエストラゴンの酢とバターでできている。しかし完璧に作るためには長年の修練を要する。」と書いている。

## 概要
ソースの起源はおそらく、ジャガイモのスフレ（"pommes de terres soufflés"）の発明者コリネ (Collinet) によってパリから程近いサン＝ジェルマン＝アン＝レーのレストラン『ル・パヴィヨン・アンリ4世』（Le Pavillon Henri IV）が1836年に開店したときに作られたのが最初である。このレストランが、食通でベアルン生まれのアンリ4世にちなんで名づけられたということが証拠となっている。
ベアルネーズソースは、卵黄とバターを乳化させたものである。オランデーズソースとの違いは調味料だけである。ベアルネーズソースには酢とエストラゴンを煮詰めたものを使うが、オランデーズソースにはレモン汁が使われる。ベアルネーズソースのように乳化現象を利用した調理には、周到な下準備が要求される。主な失敗例は、熱を通し過ぎることによる卵黄の凝固と、澄ましバターを加えることを急ぐことによる乳化の失敗である。